# Sant’Antonio Abate (Nápoly)
A Sant’Antonio Abate egy templom, a ma már Nápolyhoz tartozó Sant'Antonio Abate faluban. A 14. század során épült. A későbbi átépítések során teljesen elvesztette egykori formáját. A 17. és 18. századi átépítések során barokk jellemvonásokat kapott. Ugyanekkor számolták fel a templomhoz tartozó ispotályt, amely az égési sérülések és övsömör (Szent Antal tüze a néphagyomány szerint) gyógyítására szakosodott. A templombelsőt gazdag barokk dekoráció jellemzi, különösen értékesek az eredeti freskók.